# Digium
Digium es una compañía tecnológica de capital privado basada en Huntsville, Alabama, que se especializa en desarrollo y fabricación de hardware y software de comunicaciones y telefonía, principalmente la plataforma de telefonía de código abierto Asterisk.

## Historia
Digium fue fundada por Mark Spencer en 1999 bajo el nombre "Linux Support Services" para ofrecer servicios de desarrollo y soporte técnico a usuarios de Linux. Durante una presentación en la Linux Expo, Spencer y Keith Morgan experimentaron exitosamente con recepción de una llamada telefónica vía VoFR usando un PC ejecutando Linux. A partir de la idea de procesar llamadas con PCs, Spencer desarrolló un software al que llamó Asterisk como sistema telefónico para la naciente compañía. El software se publicó como código abierto, lo cual dio a otros la libertad para utilizarlo, cambiarlo, y mejorarlo.
Inicialmente Asterisk usaba Frame Relay para enviar y recibir llamadas, pero sus capacidades se expandieron rápidamente cuando Frame Relay entró en obsolescencia. Independientemente Jim Dixon había empezado el Proyecto Telefónico Zapata para crear interfaces de telefonía en PCs que aprovecharan CPUs de uso general en vez de DSPs.  Cuándo Spencer conoció el Proyecto Zapata (Zaptel), él y Dixon colaboraron para fusionar los drivers Zaptel con el código de Asterisk. El proyecto Zaptel expandió la utilidad de Asterisk permitiéndole usar interfaces T1.
A medida que el interés en Asterisk crecía, "Linux Support Services" se fue centrando en dar soporte a Asterisk y adentrándose en el mercado de las telecomunicaciones. En 2001, la compañía cambió su nombre a Digium y empezó a fabricar y comercializar su primera tarjeta de telefonía, la Wildcard X100P. El año siguiente, Digium empezó a comercializar las Wildcard T400P y E400P, tarjetas T1 de cuatro puertos. Desde entonces Digium ha continuado expandiendo y refinando su línea de tarjetas de telefonía, que continúa siendo una porción significativa de su negocio.
En los años siguientes, Digium experimentó un gran crecimiento y recibió reconocimientos por el efecto innovador de la telefonía de código abierto. "VoIP utilizando una solución de código abierta, como Asterisk, generará más negocio que el mercado entero actual de Linux ",  declaró entonces Jon Hall, el presidente de Linux Internacional. En agosto de 2006, en una primera ronda de capitalización Digium consiguió $13.8m de JBoss y Matrix Partners.
A inicios de 2007, Danny Windham se unió a Digium como CEO, mientras que su fundador Mark Spencer se convertía en Presidente y CTO. Más tarde ese mismo año, Digium anunció las adquisiciones de Sokol & Associates y Four Loop Technologies. Sokol producían formación en Asterisk y la conferencia AstriCon. Four Loop comercializaba Switchvox, un sistema de comunicaciones unificadas basado en Asterisk para Pymes. A finales de 2007 Digium se trasladó a su sede actual de 5,600 m² en Cummings Research Park.  Con su acelerado crecimiento, se alimentó la especulación sobre su posible adquisición.
Un conflicto de marca con ZapTel Corporation (fabricantes de tarjetas telefónicas) llevó a que en mayo de 2008 se cambiara el nombre de Zaptel a DAHDI, (Digium Asterisk Hardware Driver Interface).
En enero de 2009, un informe de una empresa independiente de investigación reportó que los sistemas telefónicos de código abierto comprende 18% del mercado norteamericano superando marcas tradicionales como Nortel, Cisco, y Avaya. El informe detallaba que Asterisk es el software de código abierto más utilizado con más del 85% de cuota de mercado.
En abril de 2009 Digium anunció su certificación ISO 9001 para calidad de producto.
En colaboración con Skype, Digium lanzó en agosto de 2009 Skype para Asterisk, un módulo de código cerrado para conectar nativamente un sistema Asterisk en la red Skype. Previamente, Skype empleaba un modelode llamada de usuario a usuario. Con Skype para Asterisk les trajo características como dialplan, IVR, LCR, y características de Call-Center en la red Skype, un hito significativo.
En un esfuerzo conjunto con IBM, Digium lanzó en octubre de 2009 Asterisk for Smart Cube, una versión de Asterisk que se integraba con la interfaz de usuario Smart Desk de IBM.

## Productos y servicios
Los productos de Digium se agrupan en dos categorías: Sistemas Telefónicos Empresariales y Soluciones Telefónicas a Medida.

La línea de Sistemas Telefónicos Empresariales comprende un rango de equipos que ejecutan Switchvox, un Sistema de Comunicaciones Unificadas basado en Asterisk. 

### Software
- Asterisk, El producto más conocido de Digium, una central telefónica de código abierto que se ejecuta en PCs comerciales.
- Asterisk Business Edition La versión comercial de Asterisk vendida por Digium. Experimenta un mayor test de pruebas que la versión de código abierto.[21]
- Digium también produce y soporta módulos adicionales para Asterisk, como Codec G.729, Fax para Asterisk, HPEC (Cancelador de eco de Alto rendimiento), Cepstral Conector (texto a voz), o el LumenVox Speech Engine (reconocimiento de voz).

### Hardware

#### Tarjetas PCI
Digium fabrica una amplia gama de tarjetas PCI y PCI Express analógicas y digitales diseñadas para funcionar con Asterisk.

#### Dispositivos
Digium fabrica una variedad de dispositivos diseñados para simplificar la instalación de centrales telefónicas con la contraprestación de no tener algunas de las características más avanzadas de Asterisk. 